# Branden i fackföreningsbyggnaden i Odessa 2014

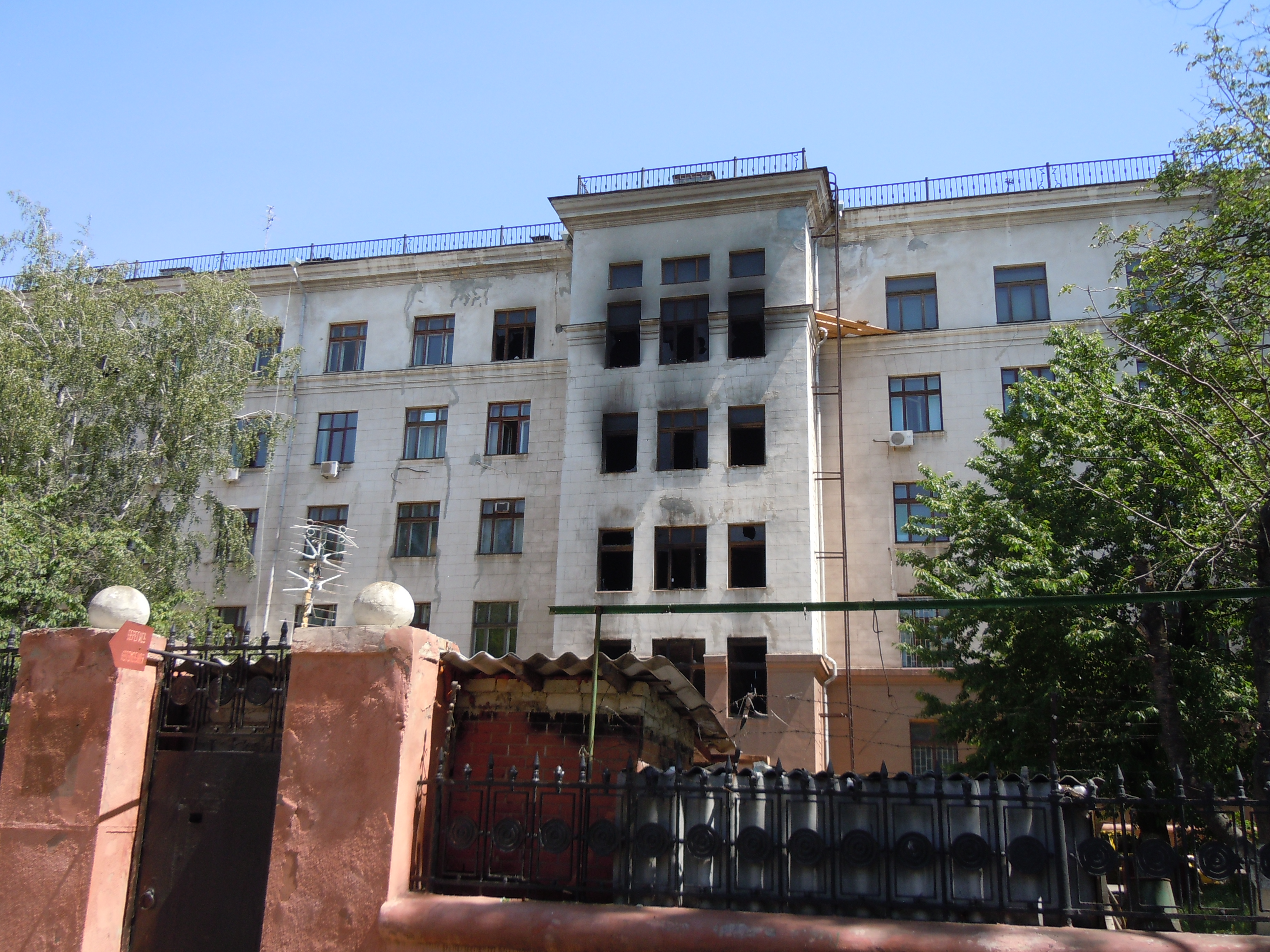
Fackföreningsbyggnaden i Odessa efter branden 2 maj 2014.

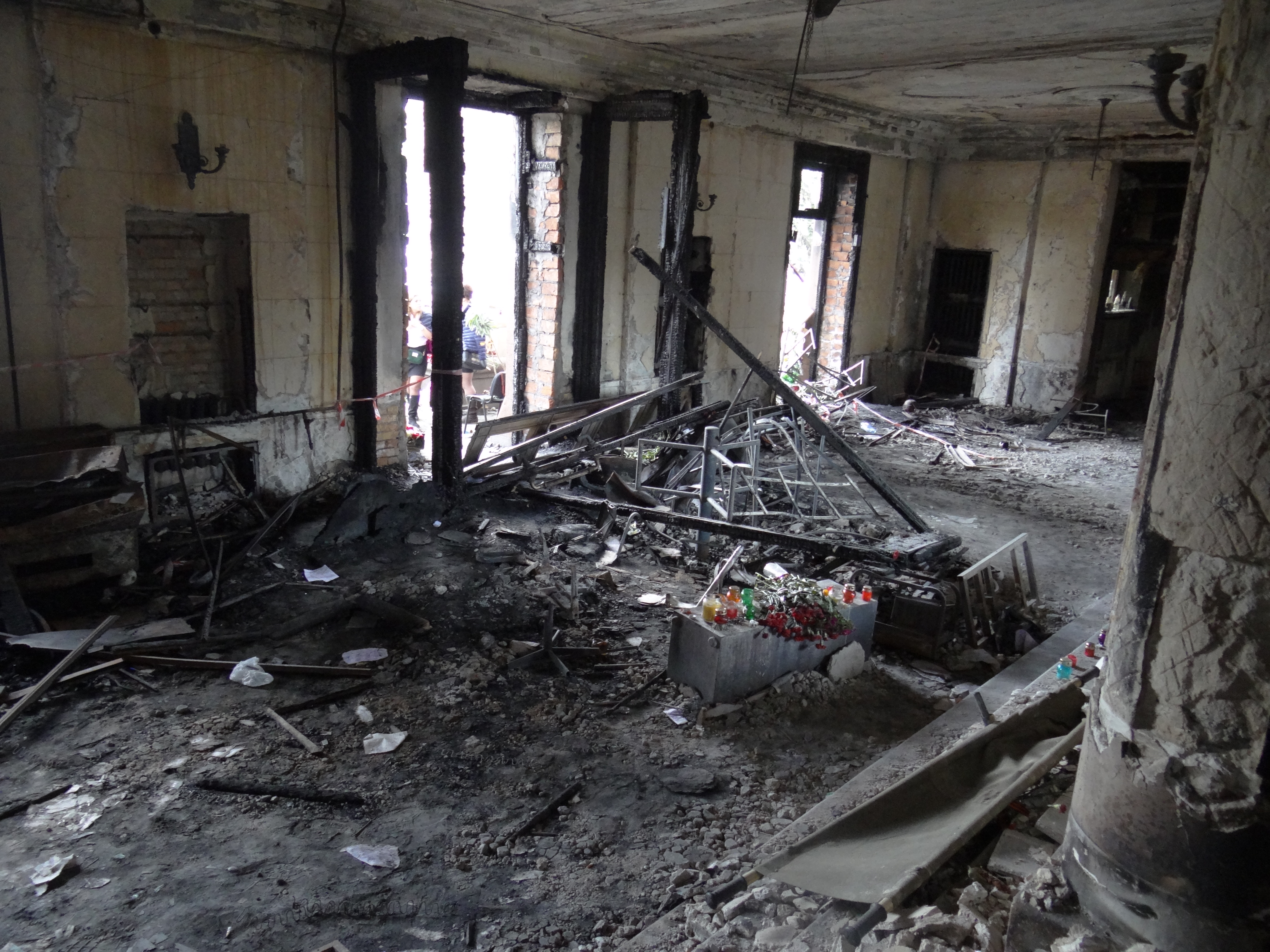
Fackföreningsbyggnaden i Odessa från insidan efter branden.

Branden i fackföreningsbyggnaden i Odessa den 2 maj 2014, blev kulmen på de oroligheter i Odessa som krävde totalt 48 personers liv.
Branden i fackföreningsbyggnaden på Kulikovofältet blev kulmen på de oroligheter som under dagen började med sammandrabbningar mellan regeringsmotståndare och regeringsanhängare. Regeringsmotståndarna i Odessa demonstrerade för utökad regional autonomi med krav på folkomröstning om uppdelning i delstater, tullunion med Ryssland, Belarus och Kazakstan, samt ryska som officiellt andraspråk och att höga poster skulle utses lokalt, inte av regimen i Kiev. De nationalistiska demonstranterna demonstrerade till stöd för regeringen och för ett "enat" Ukraina. Militanta anhängare till fotbollsklubbarna Tjornomorets Odessa och Metalist Charkiv deltog aktivt i oroligheterna på regeringsanhängarens sida. Grupperna drabbade samman och kastade stenar, rökgranater och molotovcocktails på varandra. En regeringsanhängare och ytterligare tre människor dog under dessa oroligheter.
Senare på kvällen dog 42 regeringsmotståndare i en brand i en fackföreningsbyggnad i Odessas centrala del, som hade använts som högkvarter för de proryska aktivisterna. Minst 23 dog av kolmonoxidförgiftning, och minst åtta då de hoppade ut genom fönstren på den brinnande byggnaden. Branden verkade ha börjat med att proryska aktivister försökte ta kontroll över byggnader i staden. Ett femtiotal personer, varav tio poliser, skadades också i mordbranden, Under dagen skadades totalt 174 personer, och för 25 av dem var tillståndet kritiskt.
När de nationalistiska oroligheterna i Odessa pågick, evakuerade den judiska församlingen alla sina skolbarn utanför staden.

## Propagandakriget kring branden
Propagandakriget om branden i fackföreningsbyggnaden är hårt. Vissa anser att regeringsanhängare låg bakom. TV-bilder har visat proukrainska regeringsanhängare kasta brandbomber mot byggnaden. Ryska medier rapporterade att det var medlemmar i den högerextrema ukrainska gruppen Högra sektorn, samt fotbollshuliganer som låg bakom branden och flera sammandrabbningar med regeringsmotståndare. De ska också ha attackerat personer som försökt fly ut ur det brinnande huset. Denna bild stöds även i fransk media, Canal+ har i dokumentären Ukraine, les masques de la révolution (svenska: Ukraina – revolutionens mörka sida)  (2015) av Paul Moreira, beskrivit hur högerextrema grupper massakrerade proryska anhängare, något som det nästan var helt tyst om från övrig västerländsk media och de har även ifrågasatt varför vi inte har hört några protest eller kritik från västerländska demokratier.
Ukrainsk säkerhetstjänst har offentliggjort att beväpnade grupper från Ryssland och "illegala militära grupper" från den moldaviska utbrytarrepubliken Transnistrien samarbetade för att underblåsa våldsamheterna. Säkerhetstjänsten beskyller Ryssland och den störtade presidenten Viktor Janukovytj' närmaste krets för att ha finansierat och organiserat inresta grupper. Samtliga avlidna var dock ukrainska medborgare, varav de flesta var från Odessa.
Den högerextrema organisationen Högra sektorn samt organisationen Euromajdan kallar fortfarande det som hände i Odessa för en seger. Även den före detta presidenten Petro Porosjenko har använd en liknande berättelse och hävdar att han är stolt över att “I dag har Odessa blivit mycket proukrainskt. Detta som ett resultat av ”Odessa betalade ett högt pris den 2 maj för att se vad som hänt nu om vi inte hade stoppat separatisternas invasion.“

## Efterspelet
Enligt den lokala polisen greps 130 personer misstänkta för överlagt mord i samband med branden samt för deltagande i kravallerna. Polisen tvingades släppa 67 redan två dagar senare då upprörda proryska demonstranter stormade polisstationen.[uppföljning saknas] Trots ﬂera utredningar är ﬂera viktiga frågor fortfarande obesvarade och bara ett fåtal personer har åtalats, men ingen har dömts för brott. Åtalen mot de få som anklagas för mord och våld mot profederalister har lagts ned medan profederalister hålls fängslade år efter år kollektivt anklagade för upplopp. Europarådet skickade utredare som bistod de ukrainska myndigheterna under ledning av presidenten för Europeiska domstolen för de mänskliga rättigheterna, Nicolas Bratza, denna kommitté konkluderade att där finns "klara bevis" for att polisen i Odessa var "medskyldig till de tragiska händelserna". 
En konklusion som går emot konklusionerna i Ukrainska säkerhetstjänstens rapport som kom kort innan och där skulden för våldsamheterna lags på beväpnade grupper från Ryssland och "illegala militära grupper" från Transnistrien och där även Ryssland och kretsen runt Janukovytj utpekades för att ha finansierat och organiserat dessa grupper. En samling Odessabor som kallar sig 2 majkommittén (ryska: Комитет 2 мая) kräver svar och har därför gjord en egen av ukrainska myndigheter oberoende utredning. Den polisiära utredningen resulterade 21 april 2015 i en skriftlig rapport, där det framgår att branden uppstod när molotovcocktails kastades in genom fönster på andra våningen och inne i entrén. I en senare video gjord av samma kommitté beskrivs hur en molotovcocktail kastas in genom entrédörren och antänder lobbyn. För att blockera entrén hade de innestängda regeringsmotståndarna samlat material i lobbyn som snabbt tog eld. Hela trapphuset stod snart i brand vilket enligt kommittén blir huvudorsaken till att så många dog. På tvåårsdagen greps 14 personer som sökte protestera mot massakern vid det avspärrade fackföreningshuset. Fortfarande trakasseras och förföljs överlevande efter massakern i fackföreningens hus och släktingar till offren.[källa behövs] En FN-rapport år 2020 var kritisk till den omfattande straffrihet som råder i Ukraina, bland annat gäller det dem som är skyldiga för det som hände när de många personer dog i branden i fackföreningsbyggnaden i Odessa 2014.

## Oleg Muzykas fotoutställning
Oleg Muzyka, som blev vittne till massakern då han satt inspärrad i den brinnande byggnaden, har gjort en fotoutställning om de mördade i Odessa. Sedan juni 2014 har utställningen "Massakern i Odessa" med bilder från Odessamassakern 2014 bland annat visats i London, Madrid, Warszawa, Belgrad, Ljubljana, Prag, Kraków, Berlin, Leipzig, Frankfurt am Main och Sofia, föredrag om händelsen har hållits i Europaparlamentet i Bryssel samt inom Organisationen för säkerhet och samarbete i Europa. Muzyka var inbjuden till Helsingborg av ABF och fotoutställningen skulle ha visats där den 19 februari 2015 på Helsingborgs stadsbibliotek, men den stoppades på direkt order av kommunstyrelsens ordförande Peter Danielsson (M). Även Muzykas föredrag om branden i fackföreningsbyggnaden ställdes in efter påtryckningar från bland andra Katherina Andersson ordförande för den Kiev-trogna ukrainska organisation Ukrainsk-Svensk Kulturförening i Malmö, som anklagade föredragshållaren för att vara en rysk nationalist som stödjer terrorism och som själv skulle vara delaktig i och ansvarig för oroligheterna i Odessa. Muzyka har varit invald i Odessas kommunfullmäktige och var lokal ordförande i det ukrainska ultranationalistiska och proryska partiet Rodina (Fosterlandet). Efter dessa påtryckningar och anklagelser ställdes föredraget in. Utställningen och föredraget genomfördes istället den 19 februari på restaurangen Goa Punkten i Helsingborg. För arrangemanget stod ett löst sammansatt nätverk av privatpersoner, som dagarna innan hade genomfört liknande arrangemang i Malmö, (17 februari) Köpenhamn (18 februari) och senare i Göteborg (19 april) och vid Uppsala universitet (20 april). Muzyka som sedan 2015 bor i Tyskland har skrivit boken „Ukraine: Fünf Jahre nach Odessa“ (svenska:  „Ukraina: Fem år efter Odessa“) som utkom 2019.[källa behövs]